# Сінція Рагуза
Сінція Рагуза (італ. Cinzia Ragusa, 24 травня 1977) — італійська ватерполістка.
Олімпійська чемпіонка 2004 року, учасниця 2008 року.
Призерка Чемпіонату світу з водних видів спорту 2003 року.